# Býkovec

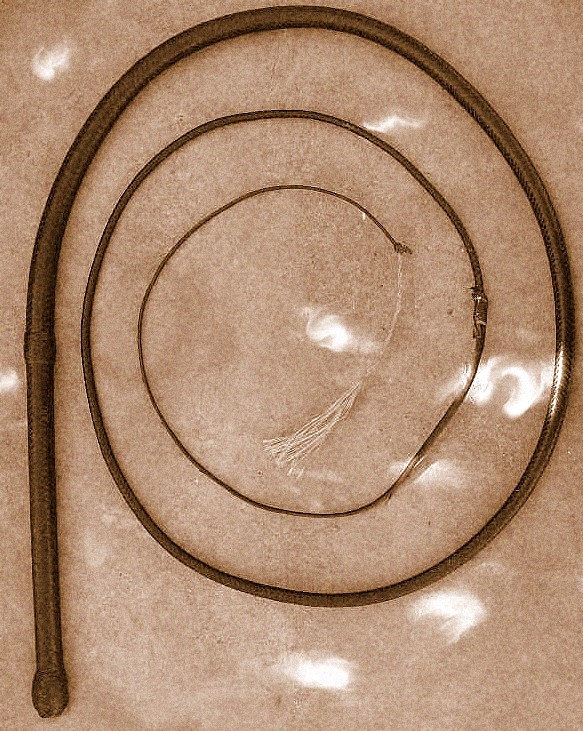
Býkovec

Býkovec (v obecné češtině či zastarale též bejkovec, též americký dobytkářský bič, kolokv. bejčák nebo karabáč) je typ biče, ruční pracovní nástroj, používaný obvykle pastevci k ovládání dobytka. Byl také používán jako donucovací nebo mučicí nástroj k ovládání a týrání lidí. Jde o dlouhý bič pletený z řemínků v jeden protáhlý, zužující se celek.

## Popis
Býkovec má rukojeť dlouhou 20–30 cm, poměrně tuhý je přechod mezi pevnou a ohebnou částí biče. Je dobře ovladatelný a vložená energie je snadno přenášena na špičku biče. Hlavní část délky býkovce je vyrobena z mnoha kožených pásků.

## Historie

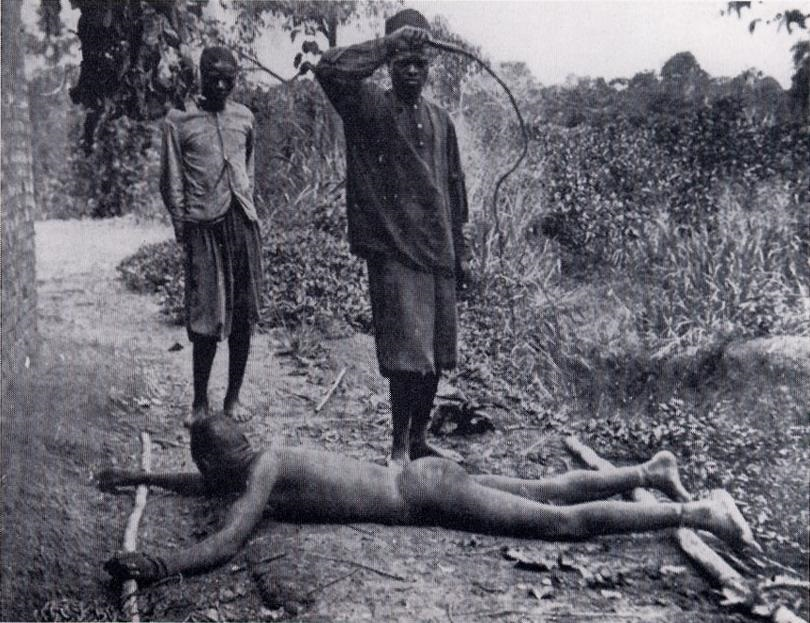
Bičování, Kongo.

Počátky používání býkovce jsou předmětem diskusí,[zdroj?] vzhledem k tomu, že kůže snadno podléhá zkáze, je pravděpodobné, že to tak i zůstane.[zdroj?] Potíže při sledování historického vývoje vznikají i z důvodů odlišností a proměn regionálních a národních názvů. Existují tvrzení,[zdroj?] že býkovec byl vynalezen v Jižní Americe, kde byl jako „kravský bič“ používán při obchodu s otroky a také jako zbraň, nebo že sem byl ze Španělska dovezen.[zdroj?]
Římské mozaiky a majolika datované asi na 2. a 3. století n. l. ukazují nástroje, který se jeví jako biče velmi podobné býkovci.[zdroj?] Bičování, tedy používání biče, je často spojováno s Římany a jinými starověkými kulturami.[zdroj?] Vzhledem k tomu, že stejné základní provedení nástroje je znázorněno v několika primárních zdrojích, zdá se pravděpodobné, že nejde o náhodné zobrazení.[zdroj?] Že jde spíše o stylistické zobrazení biče v současné době používaného zcela stejně jako v době, kdy tyto výrobky byly vyrobeny.[zdroj?]
Svatý Ananiáš z Damašku, snad jeden ze 72 učedníků Páně, byl roku 40 v Eleutheropolisu zbit býkovci a ukamenován.
Z dobových záznamů ze 16. století je popisován z Valašska majitel panství Zdeněk Kavka z Říčan, který byl chtivé násilnické povahy a vypsal vysoké roboty a robotníky, kteří pracovali pomaleji, trestal býkovcem.
V rámci ubití Čtrnácti pražských mučedníků davem narychlo ozbrojeným býkovci, meči a cepy na masopustní úterý 15. února 1611 v Praze je smrt následkem ubití býkovci a dalšími předměty zmiňována například v případě Bartoloměje Dalmasoniho, jednoho z pěti zavražděných kněží, či zahradníka a sakristána Jana Bodeo.
U feudálních vojsk v rámci vojenské samosprávy byli provinilci od pozdního středověku trestání svými spolubojovníky, což se později změnilo v rituální povinnost spolubojovníků podřízenou rozhodnutí majitele nebo velitele jednotky nebo zástupce státní moci.
Z 18. a 19. století je jako trest doložena tzv. „ulička“, při níž vojáci vybaveni rákoskami, býkovci, popř. koženými řemeny postrojů nastoupili do řad tvořících uličku a za dozoru důstojníků a poddůstojníků museli bít trestaného vojáka, který musel projít touto uličkou oděn jen do půl těla, podle výše trestu i několikrát.
Na konci 19. a na počátku 20. století, jak se stala venkovská ekonomika mechanizovanější, se poptávka po všech typech bičů postupně snižovala.[zdroj?] Na konci první poloviny 20. století byla výroba dlouhých bičů zanikajícím řemeslem.[zdroj?] Pouze několik řemeslníků vyrábělo kvalitní biče.[zdroj?]
Z období nacistického Německa je doložen případ, kdy představitelé nacistického režimu úspěšně použili bič k získávání informací při výslechu vězňů nebo kdy vedení koncentračního tábora ve Flossenbürgu před popravou bičovalo býkovcem vězně obviněné z pokusu o útěk nebo sabotáž. 120 centimetrů dlouhý býkovec spletený z drátů obložených pískem a obšitých volskou kůží používali ke kázeňskému trestání dozorci v koncentračním táboře Dachau, k trestání používali býkovec v koncentračním táboře Sachsenhausen. Býkovce spolu s dalšími nástroji, například železnými tyčemi, používali moravští dozorci, například stráž v Kroměříži nebo F. Bögl, V. Bouda a A. Jedlička v Hranicích, v roce 1945 k týrání internovaných Němců. Bejčák se používal i v komunistickém kriminálu, jako nejobávanější bachařskou zbraň na Borech jej označil politický vězeň Antonín Huvar.
Ve druhé polovině 20. století došlo k oživení zájmu,[zdroj?] k čemuž přispělo uvádění filmů, jako je video Whip It skupiny Devo, a filmů s hrdinou Indiana Jonesem například Dobyvatelé ztracené archy. Silně romantizovaná hlavní kladná postava zde používá dlouhý bič nejen jako nástroj a zbraň. Obratnost v používání nástroje zobrazená filmovým uměním jako symbol síly a schopností, ve spojitosti s výrazným hrdinou, vedla ke zvýšenému zájmu o používání biče jako koníček, v divadelním umění a při soutěžích.[zdroj?] Do 20. století byl býkovec využíván pro jeden základní, hlavní účel, ale moderní biče výrobci navrhují pro různé specifické účely a styly použití.[zdroj?]